# Duilio
Duilio  è un nome proprio di persona italiano maschile.

## Varianti
- Maschili: Dovilio[4], Doviglio[4], Aduilio[4][5]
- Femminili: Duilia[1][3][4], Dovilia[4], Doviglia[4], Aduilia[5]

### Varianti in altre lingue
- Catalano: Duili
- Latino: Duilius[3][4]
- Polacco: Duiliusz
- Portoghese: Duílio
  - Femminili: Duília
- Rumeno: Duiliu
- Russo: Дуилий (Duilij)
- Serbo: Дуилије (Duilije)
- Spagnolo: Duilio
- Ucraino: Дуілій (Duilij)

## Origine e diffusione
Proviene dal latino repubblicano Duilius, dall'etimologia oscura: già dai romani veniva associato a duellum, una forma arcaica di bellum, cioè "guerra", e quindi interpretato come "guerriero", "valoroso in guerra"; si tratta però di paretimologia, e la vera origine rimane inspiegata. 
Questo nome venne portato da Gaio Duilio, un generale romano che ottenne un'importante vittoria navale contro i cartaginesi nel corso della prima guerra punica. Diversamente da altri nomi classici adottati già a partire dal Rinascimento, Duilio sembra però essere stato ripreso a seguito dell'unificazione italiana (venendo tra l'altro adoperato per diverse navi da guerra e anche mercantili). Negli anni settanta se ne contavano circa ventunmila occorrenze (più altre quattromila circa con le varianti); la forma Aduilio, rarissima, è un rafforzativo tipico della Puglia, mentre le varianti in Dov- risultavano confinate al Nord.

## Onomastico
Il nome è adespota, cioè non è portato da alcun santo, quindi l'onomastico ricorre il 1º novembre, giorno di Ognissanti. Alcuni calendari riportano un "san Duilio" al 9 maggio, che però non ha alcun riscontro nei martirologi.

## Persone
- Duilio Agostini, pilota motociclistico italiano
- Duilio Cambellotti, artista italiano
- Duilio Carotti, pittore italiano
- Duilio Coletti, regista italiano
- Duilio Corompai, pittore italiano
- Duilio Cruciani, attore italiano
- Duilio Davino, calciatore messicano
- Duilio Del Prete, attore e doppiatore italiano
- Duilio Forte, artista e architetto italiano
- Duilio Gigli, matematico italiano
- Duilio Loi, pugile italiano
- Duilio Magnani, presbitero ed esperantista italiano
- Duilio Marcante, subacqueo italiano
- Duilio Mengozzi, presbitero e insegnante italiano
- Duilio Poggiolini, dirigente d'azienda italiano
- Duilio Santarosa, calciatore italiano
- Duilio Susmel, giornalista e storico italiano

### Varianti femminili
- Duília de Mello, astronoma e astrofisica brasiliana